# Тайские языки

Распространение тай-кадайских языков.

Тайские языки — одна из групп тай-кадайской семьи языков, наиболее крупная по числу языков, их распространённости и числу носителей. Они распространены по всему Индокитаю (Мьянма, Таиланд, Лаос, Вьетнам и Камбоджа), в южных районах Китая и на крайнем северо-востоке Индии. В общей сложности насчитывается около четырёх десятков тайских языков, хотя близость отдельных идиомов и наличие диалектных континуумов во многих случаях сильно затрудняет определение числа языков. Общее число носителей составляет около 90 млн человек (оценка, нач. 2000-х гг.)

## Классификация
Классификация тайских языков крайне запутана. Наиболее распространённой до последнего времени оставалась классификация Ли Фангуя, согласно которой выделялись 3 группы: северная, центральная и юго-западная (см., например, этот вариант в справочнике «Этнолог»). Впоследствии это базовое разделение не раз подтверждалось, хотя предлагались либо объединение центральной и юго-западной групп, либо центральной и северной. Последнее, в частности, хорошо подтверждается данными лексикостатистики, согласно которым тайский праязык распался примерно в III веке до н. э. на юго-западную и северо-центральную группы, которые, в свою очередь, распались где-то в течение II века н. э. на ряд близких подгрупп. При этом если севернотайские языки остаются единой подгруппой в рамках этой классификации (объединяясь с языком сэк), центральнотайские представлены как минимум тремя отдельными подгруппами, одинаково близкими к севернотайской.

### Северо-центральная группа
Название северо-центральная появилось как результат соединения названий северной и центральной групп. Как для единого целого более подходящим названием является северо-восточно-тайская группа.
Согласно данным лексикостатистики включает 4 подгруппы (последние три соответствует традиционной центрально-тайской подгруппе):
- Северно-тайская подгруппа:
  - язык сэк
  - буи-северночжуанский пучок (V век н. э.), который включает центральное ядро и большое количество периферийных идиомов, некоторые из которых могут считаться отдельными языками: ляншаньский, фыншаньский, цюбэйский и др.
- Западночжуанская подгруппа включает один язык на юго-востоке Юньнани, известный под разными названиями: бу-дай, вэньма, тху-лао.
- Периферийная подгруппа, включающая как минимум языки из вьетнамской провинции Лаокай (возможно, зяй) и запада китайской провинции Гуандун (район Циньчжоу)
- Собственно центрально-тайская (тхо-южночжуанская) подгруппа включает южночжуанский язык, нунский, тхо, као-ланьский и возможно некоторые другие

### Юго-западная группа
Классификация юго-западно-тайских языков представляется ещё более запутанной. Фактически они представляют собой несколько переплетающихся цепочек языков, отношения между которыми аналогичны диалектному континууму. Существует несколько вариантов выделения тех или иных подгрупп, которые частично накладываются друг на друга.
- Северо-западный языковой континуум включает:
  - тайские языки Индии: ахомский †, айтон, пхаке, кхамъянг и турунг †;
  - язык кхамти (на севере Мьянмы) и языки тай-мао (дэйхунский) и тай-ныа на юго-западе Юньнани (Китай); последние очень близки шанскому и языку лы;
  - шанский язык на северо-востоке Мьянмы, близок тай-мао и кхынскому;
  - остальные языки Юньнани народности дай: лы, тай-понг, несколько близких диалектов на границе с Вьетнамом (магуаньский, люйчуньский) и северно-юньнаньский язык (диалекты удинский, юнжэньский, хойли, дукоу) в верховьях Янцзы на севере Юньнани и сопредельных территориях Сычуани;
  - кхынский язык на крайнем востоке Мьянмы и юанский язык (ланна, севернотайский, кхам-мыанг) на северо-западе Таиланда, близки с одной стороны шанскому, а с другой — южнотайским языкам.
- Бело-тайский язык (язык белых тай, тай-кхау, тай-дон) на крайнем северо-западе Вьетнама; достаточно обособлен от остальных тайских языков, хотя проявляет некоторую большую близость к тай-понг.
- Восточно-тайская подгруппа включает остальные языки горных северо-западных районов Вьетнама и гор центрального Лаоса:
  - чёрно-тайский (язык чёрных тай, тай-дам),
  - красно-тайский (тай-дэнг, тай-тхань),
  - пхуанский язык в центре Лаоса с выселками в Таиланде,
  - группу наречий провинции Нгеан и соседних районов Лаоса (тай-йо (ньо), тай-мыонг (тай-ханг-тонг) и тай-мэн),
  - тай-самныа, пхутай, тай-кханг и возможно другие малоизученные идиомы (тай-са-па, куан, риен, пу-ко).
- Южнотайская подгруппа включает:
  - наиболее крупный (центрально-)тайский язык с входящими в него коратским и южнотайским (пак-тхай) наречиями;
  - лао-исанский кластер, распространённый в Лаосе («лаосский язык») и на северо-востоке Таиланда («исанский язык» — регион Исан).

## Терминология
Следует иметь в виду, что в европейских языках приняты следующие орфографические конвенции:
- тайский язык и другие тайские языки Таиланда (северный, северо-восточный, южный, тхай-сонг) пишутся с придыхательным th — Thai;
- прочие тайские языки и вся группа пишется без придыхания — Tai.

При этом во Вьетнаме официальная народность, говорящая на юго-западно-тайских языках, называется Thái, а одна из народностей, говорящая на северо-восточно-тайском языке тхо — Tày.

## Письменности
У многих юго-западно-тайских языков письменность основана на брахми. Чжуанские языки традиционно записывались китайскими знаками под названием чжуанское письмо, а некоторые были романизированы, хотя традиционная система письма используется до сих пор.
- Ахомское письмо
- Лаосское письмо
- Лы
- Новое письмо тай-люэ
- Тай-дамское письмо
- Тай-тхамское письмо
- Тайское письмо
- Чжуанское письмо
- Шанское письмо